# 횡성댐
횡성댐(橫城dam)은 강원특별자치도 횡성군 갑천면 대관대리에 위치한 중앙차수벽형 석괴댐이다. 길이 205m, 높이 48.5m, 유역면적 209 km2, 총 저수량은 8천 6백 90만톤이다. 이 댐은 원주 · 횡성 지역 주민들을 위해 연간 1억 1160만m3의 용수를 공급한다.
9백 50만톤의 홍수조절능력을 갖추고 있으며, 연간 10.4Gwh의 전기에너지도 공급, 생산한다.

## 개요
- 하천 : 섬강 제1지류 계천
- 댐규모 : 높이 48.5m, 길이 205m
- 유역면적 : 209 km2
- 총 저수량 : 8천 6백 90만 톤